# A Division 1936-1937 (Irlanda)
La stagione 1936-1937 è stata la sedicesima edizione della League of Ireland, massimo livello del campionato di calcio irlandese.

## Classifica finale
|  | Pos. | Squadra          | Pt | G  | V  | N | P  | GF | GS | DR  |
|  | ---- | ---------------- | -- | -- | -- | - | -- | -- | -- | --- |
|  | 1.   | Sligo Rovers     | 34 | 22 | 16 | 2 | 4  | 68 | 30 | +38 |
|  | 2.   | Dundalk          | 24 | 22 | 10 | 4 | 8  | 41 | 34 | +7  |
|  | 3.   | Waterford        | 24 | 22 | 12 | 0 | 10 | 59 | 49 | +10 |
|  | 4.   | Bray Unknowns    | 24 | 22 | 10 | 4 | 8  | 30 | 39 | -9  |
|  | 5.   | St. James's Gate | 23 | 22 | 9  | 5 | 8  | 63 | 43 | +20 |
|  | 6.   | Drumcondra       | 23 | 22 | 10 | 3 | 9  | 41 | 47 | -6  |
|  | 7.   | Bohemians        | 22 | 22 | 10 | 2 | 10 | 54 | 56 | -2  |
|  | 8.   | Shelbourne       | 21 | 22 | 9  | 3 | 10 | 53 | 48 | +5  |
|  | 9.   | Shamrock Rovers  | 19 | 22 | 8  | 3 | 11 | 46 | 55 | -9  |
|  | 10.  | Dolphin          | 18 | 22 | 7  | 4 | 11 | 33 | 59 | -26 |
|  | 11.  | Cork             | 17 | 22 | 7  | 3 | 12 | 51 | 60 | -9  |
|  | 12.  | Brideville       | 15 | 22 | 6  | 3 | 13 | 32 | 51 | -19 |

Legenda:

         Campione d'Irlanda.
         Ritirata dal campionato.
Note:
Due punti a vittoria, uno a pareggio, zero a sconfitta.

## Statistiche

### Primati stagionali
| Record - Maggior numero di vittorie: Sligo Rovers (16) - Minor numero di sconfitte: Sligo Rovers (4) - Miglior attacco: Sligo Rovers (68) - Miglior difesa: Sligo Rovers (30) - Miglior differenza reti: Sligo Rovers (+38) - Maggior numero di pareggi: St. James's Gate (5) - Minor numero di vittorie: Brideville (6) - Maggior numero di sconfitte: Brideville (16) - Peggiore attacco: Brideville (32) - Peggior difesa: Cork (60) - Peggior differenza reti: Cork (-26) |